# With God on Our Side
With God on Our Side (рус. С нами Бог) — антивоенная песня Боба Дилана, написанная им в 1963 году для его альбома The Times They Are a-Changin’, вышедшем в следующем, 1964 году. Известно, что Дилан достаточно редко исполнял на концертах эту песню.

## Текст песни
Это ироничная, но при этом глубокая песня, представляющая собой размышления религиозного американца о том что в каждой войне Бог на нашей стороне.
Песня представляет собой монолог от имени простого американца, жителя Среднего Запада, о войнах, которые вели США — от войн с индейцами до Второй мировой войны. Герой, знающий об этих войнах из школьных учебников, плохо разбирается в их причинах, но ему внушили, что Бог был всё время «на нашей стороне» (то есть на стороне США). Далее герой говорит о том, что следующая война, если она произойдёт, будет с русскими и что если потребуется применить ядерное оружие, оно должно быть применено без вопросов, так как Бог «на нашей стороне». Но при этом русские одним нажатием кнопки тоже уничтожат мир. 
Размышляя далее, герой вспоминает, что Иисус был предан поцелуем. И задаётся вопросом, а был ли Бог на стороне Иуды?
В завершение герой признаётся, что его всё это страшно запутало и если Бог «на нашей стороне», то он должен предотвратить следующую войну.

## В концертных записях
Дилан и Джоан Баэз исполняли песню дуэтом на Ньюпортском фолк-фестивале в 1963-м и 1963-м годах, эти выступления позже были изданы на виниле. Также песня присутствует на альбоме Дилана MTV Unplugged.